# ژرژ دوپرون
ژرژ دوپرون (روسی: Георгий Александрович Дюперрон؛ ۲۴ سپتامبر ۱۸۷۷ – ۲۳ ژوئیهٔ ۱۹۳۴) مربی فوتبال، مدیر ورزشی و روزنامه‌نگار ورزشی فرانسوی‌تبار اهل روسیه بود.
وی اولین رییس کمیته المپیک روسیه و از سال ۱۹۱۳ تا ۱۹۱۵ عضو کمیته بین‌المللی المپیک بود،  دوپرون اولین مربی تیم ملی فوتبال امپراتوری روسیه بود، این تیم در مسابقات فوتبال در بازی‌های المپیک تابستانی ۱۹۱۲ در استکهلم شرکت کرد.